# Suuret Suomalaiset
Suuret suomalaiset (finnisch „Große Finnen“) oder 100 stora finländare (schwedisch „100 große Finnen“) war der Titel einer von Oktober bis Dezember 2004 ausgestrahlten Fernsehsendung der finnischen Rundfunkanstalt Yleisradio.
Vorbild war das 2002 auf der BBC mit großem Erfolg angesetzte Programm 100 Greatest Britons; in Deutschland lief ein entsprechendes Format unter dem Titel Unsere Besten.
Das finnische Fernsehpublikum sollte per Abstimmung entscheiden, welcher Finne der bedeutendste der Geschichte sei. Die Abstimmung wurde in zwei Durchgängen durchgeführt. In der ersten Runde wurden in einer offenen Abstimmung die Plätze 11–100 bestimmt, die zehn Persönlichkeiten mit den meisten Stimmen erreichten die zweite Runde, in der dann die Rangfolge der Top Ten bestimmt wurde. Zum „Größten Finnen“ wurde letztlich Gustaf Mannerheim gewählt.

## Die Zehn „Größten Finnen“
1. Gustaf Mannerheim, Staatspräsident (1944–1946) und Marschall Finnlands
2. Risto Ryti, Staatspräsident (1940–1944)
3. Urho Kekkonen, Staatspräsident (1956–1981)
4. Adolf Ehrnrooth, Infanteriegeneral
5. Tarja Halonen, Staatspräsidentin (2000–2012)
6. Arvo Ylppö, Arzt
7. Mikael Agricola, Reformator und Bibelübersetzer
8. Jean Sibelius, Komponist
9. Aleksis Kivi, Schriftsteller
10. Elias Lönnrot, Autor des Nationalepos Kalevala

## 11–100
1. Matti Nykänen, Skispringer
2. Väinö Myllyrinne, mit 248 cm Körpergröße der wahrhaft „größte“ Finne aller Zeiten
3. Ville Valo, Sänger der Band HIM
4. Lalli, Mörder des finnischen Schutzheiligen Heinrich von Uppsala
5. Väinö Linna, Schriftsteller
6. Linus Torvalds, Begründer von Linux
7. Pertti „Spede“ Pasanen, Regisseur und Komödiant
8. Pentti Linkola, militanter Umweltschützer
9. Tove Jansson, Schriftstellerin und Zeichnerin
10. Veikko Hursti, Philanthrop
11. Paavo Nurmi, Langstreckenläufer
12. Minna Canth, Schriftstellerin und politische Aktivistin
13. Juho Kusti Paasikivi, siebenter Staatspräsident Finnlands
14. Johan Vilhelm Snellman, Philosoph und Staatsmann
15. Hertta Kuusinen, kommunistische Politikerin
16. Arto Saari, Skateboarder
17. Miina Sillanpää, Politikerin
18. Väinö Tanner, Politiker
19. Lucina Hagman, Frauenrechtlerin
20. Cristfried Ganander, Lexikograph
21. Mika Waltari, Schriftsteller
22. Mika Häkkinen, Rennfahrer
23. Alvar Aalto, Architekt
24. Eugen Schauman, Nationalist und Attentäter von Nikolai Bobrikow
25. Tapio Rautavaara, Speerwerfer und Sänger
26. Eino Leino, Dichter
27. Jaakko Pöyry, Industrieller, Gründer des Unternehmens Pöyry
28. Otto Ville Kuusinen, Dichter und kommunistischer Politiker
29. Juice Leskinen, Musiker
30. Anders Chydenius, Staatsmann
31. Uno Cygnaeus, der Vater des finnischen Bildungswesens
32. Jari Litmanen, Fußballspieler
33. Katri Helena Kalaoja, Sängerin
34. Fanni Luukkonen, langjährige Vorsitzende der Frauenorganisation Lotta Svärd
35. Anneli Jäätteenmäki, erste Premierministerin Finnlands
36. Karl Fazer, Industrieller
37. Kaarlo Juho Ståhlberg, erster Staatspräsident Finnlands
38. Mauno Koivisto, neunter Staatspräsident Finnlands
39. Helene Schjerfbeck, Malerin
40. Reino Helismaa, Musiker und Komödiant
41. Jorma Ollila, CEO des Konzerns Nokia
42. Lauri Törni, Infanteriehauptmann
43. Georg Henrik von Wright, Philosoph und Maler
44. Arndt Pekurinen, Friedensaktivist
45. Tauno Palo, Schauspieler
46. Akseli Gallen-Kallela, Maler
47. Johan Ludvig Runeberg, Dichter
48. Kyösti Kallio, vierter Staatspräsident Finnlands
49. Paavo Ruotsalainen, Prediger
50. Lars Levi Laestadius, Erweckungsprediger und Begründer des Laestadianismus
51. Lasse Virén, Langstreckenläufer
52. Helvi Sipilä, Diplomatin
53. Yrjö Kallinen, Friedensaktivist
54. Artturi Ilmari Virtanen, Chemiker
55. Nils-Aslak Valkeapää, Musiker und Fürsprecher der samischen Kultur
56. Armi Kuusela, Schönheitskönigin und erste Miss Universe
57. Pehr Evind Svinhufvud, dritter Staatspräsident Finnlands
58. Aki Kaurismäki, Regisseur
59. Kalle Päätalo, Schriftsteller
60. Paavo Lipponen, ehemaliger Premierminister
61. Aurora Karamzin, Sozialreformerin
62. Sakari Topelius, Schriftsteller und Historiker
63. Alli Vaittinen-Kuikka, Ärztin
64. Simo Häyhä, Scharfschütze im Zweiten Weltkrieg
65. Jaakko Ilkka, Anführer einer Bauernrevolte
66. Arto Javanainen, Eishockeyspieler
67. Leena Palotie, Biologin
68. Karita Mattila, Sopranistin
69. Veikko Hakulinen, Skilangläufer
70. Helle Kannila, Bibliothekar
71. Olavi Virta, Musiker
72. Hannu Salama, Schriftsteller
73. Irwin Goodman, Musiker
74. Laila Kinnunen, Sängerin
75. Arvi Lind, Nachrichtensprecher
76. Kirsti Paakkanen, Modedesignerin und Unternehmerin
77. Larin Paraske, Runensängerin
78. Mathilda Wrede, Sozialarbeiterin
79. Erno Paasilinna, Schriftsteller
80. Antti Tuisku, Sänger
81. Annikki Tähti, Sängerin
82. Elisabeth Rehn, Politikerin
83. Esa Saarinen, Philosoph
84. Maiju Gebhard, Erfinderin des Geschirrabtropfschranks
85. Kalevi Sorsa, ehemaliger Premierminister
86. Aksel Airo, Berater und rechte Hand Mannerheims
87. Lauri Ylönen, Sänger der Band The Rasmus
88. Raimo Helminen, Eishockeyspieler
89. Armi Ratia, Gründerin der Modemarke Marimekko
90. Veikko Sinisalo, Schauspieler